# Skepparjacka

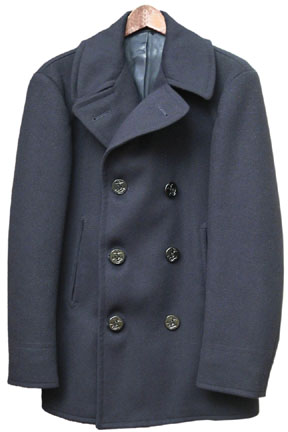
Skepparjacka

Skepparjacka eller skepparkavaj är ett ytterplagg i form av en tjock dubbelknäppt kavaj, oftast svart eller marinblå. Plagget finns för både män och kvinnor. Knapparna har ibland ankare som utsmyckning.